# Лаво, Эктор
Э́ктор Лаво́ (исп. Héctor Lavoe, настоящее имя Э́ктор Хуа́н Пе́рес Марти́нес (исп. Héctor Juan Pérez Martínez; 30 сентября 1946 года, Понсе, Пуэрто-Рико — 29 июня 1993 года, Нью-Йорк, США) — пуэрто-риканский исполнитель музыки в стиле «сальса».

## Биография
Родился и вырос в районе Мачуэлито муниципалитета Понсе, Пуэрто-Рико. В ранние годы своей жизни он посещал музыкальную школу, где с интересом занимался вдохновлённый Хесусом Санчесом Эрасо. В возрасте семнадцати лет он переехал в Нью-Йорк и уже в первую неделю своего пребывания там сделался вокалистом секстета, руководимого Роберто Гарсией. В то же время он исполнял песни с группой Джонни Пачеко и другими музыкальными коллективами, такими как Orquesta New York и Kako All-Stars.
В 1967 Лаво вместе с Вилли Колоном организовал группу, в которой он исполнял вокальные партии. В составе этой группы Эктор Лаво записал несколько хитов, в том числе El malo и Canto a Borinquen. Сотрудничество с Вилли Колоном прекратилось из-за того, что в начале своей музыкальной карьеры Лаво начал употреблять наркотики и часто опаздывал на выступления коллектива. По инициативе Колона артисты перестали вместе выступать, но остались хорошими друзьями и продолжали вместе записывать музыку. Эктор Лаво начал сольную карьеру, организовав свою группу, в которой он был основным вокалистом. Отделившись от Колона, Эктор Лаво записал такие хиты, как El cantante, Bandolera и El periódico de ayer. (Композитором El Cantante был Рубен Бладес, а песни Bandolera и Periódico написали соответственно Колон и Тите Курет Алонсо.) Тогда же Лаво часто приглашали работать в составе коллектива Fania All-Stars, для которого он записал несколько песен.
В 1979 Эктор Лаво переживает сильную депрессию и обращается для освобождения от наркозависимости к бабалао — верховному жрецу религии Сантерия. После смерти отца и тёщи и трагической гибели сына Лаво снова начинает принимать наркотики. Узнав, что болен ВИЧ, Лаво решает свести счёты с жизнью и прыгает с балкона отеля, но выживает. Полученные при падении травмы ускоряют появление СПИДа. После нескольких неудачных попыток возвращения на сцену и выпуска одного альбома умер в нищете 29 июня 1993.
В 2006 году вышел биографический кинофильм «Певец» (El Cantante). В роли Эктора снялся Марк Энтони, а его верную подругу Нильду «Пучи» Перес сыграла Дженнифер Лопес.